# Gutierre de Vargas Carvajal
Gutierre de Vargas Carvajal (Madrid, 1506 – Jaraicejo, 1559) fue un teólogo y mecenas español del Renacimiento, que fue obispo de Plasencia.

## Biografía

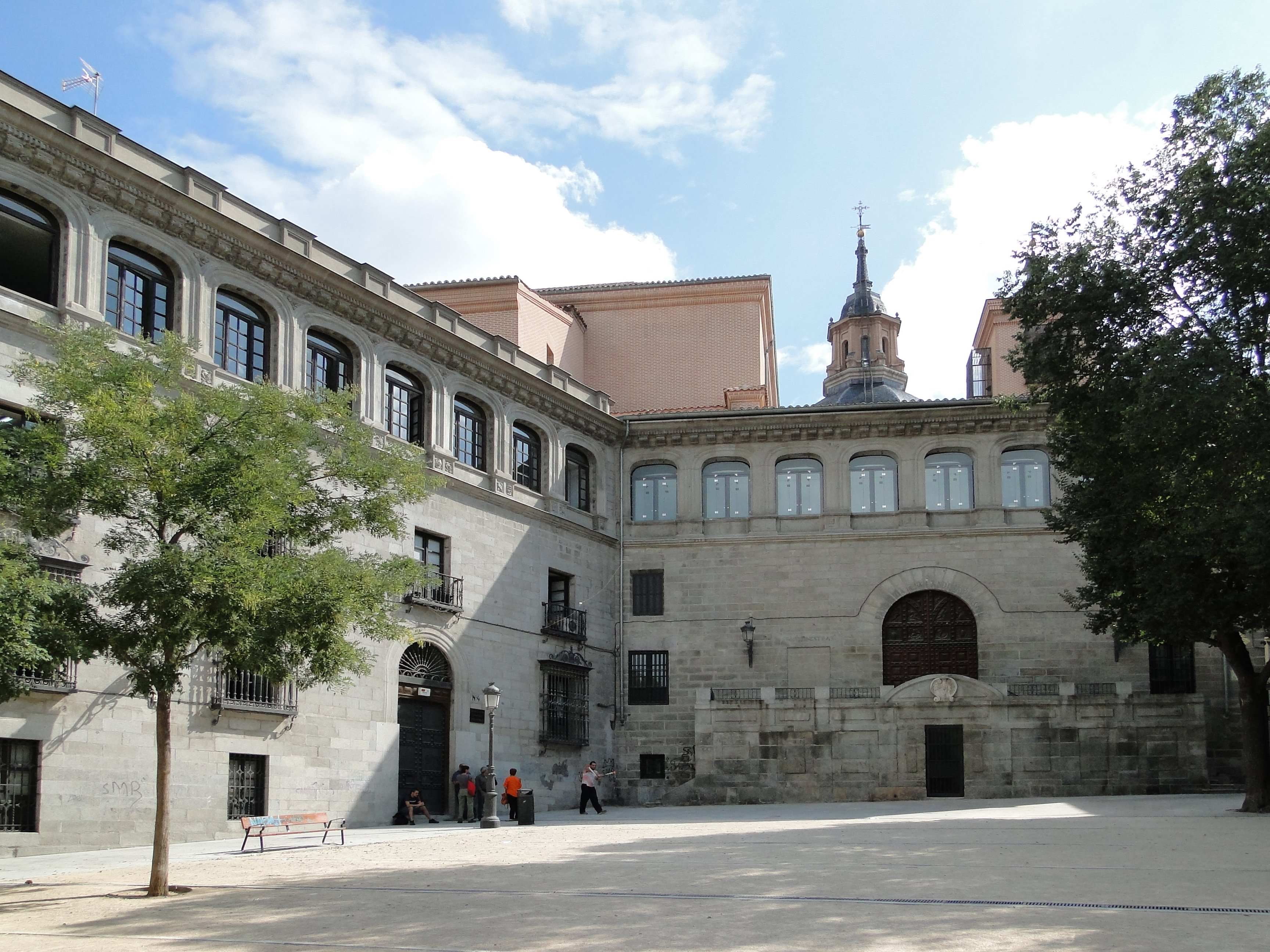
Capilla del Obispo (de frente) y palacio de los Vargas (izquierda) en la Pza. de la Paja (Madrid).

Hijo segundo de Francisco de Vargas, miembro del Consejo Supremo de Castilla, fue destinado a la carrera eclesiástica y, debido a las influencias de su padre, nombrado obispo de Plasencia a los 18 años, en 1524. Su padre era consejero de los Reyes Católicos. Su madre, Inés de Carvajal, era heredera de una noble y poderosa familia placentina.
Gutierre tenía más afición a la vida mundana y guerrera que a la religiosa, lo que le llevó a constantes enfrentamientos con su cabildo catedralicio. Según F. J. García Mogollón, una parte de su vida transcurrió «en medio de una gran relajación moral, e incluso conocemos que tuvo amores con Magdalena de Mendoza, dama toledana emparentada con los marqueses de Almazán, que era sobrina del canónigo Carlos de Mendoza, conde de Castro, personaje asimismo de vida disoluta». De esa relación tuvo un hijo, Francisco de Vargas y Mendoza, que fue legitimado por el rey Felipe II en 1561 como hijo del obispo Vargas Carvajal.
En 1539, él mismo financió y orquestó esta desafortunada expedición. Tres años antes, en 1536, había recibido una capitulación real del Emperador, que le otorgaba los derechos para conquistar y colonizar territorios que se extendían desde los 36 grados de latitud Sur hasta el estrecho de Magallanes.
Aunque transfirió los derechos oficiales de esta capitulación a su hermano, Francisco de Camargo, quien posteriormente comenzó a hacer los preparativos para la adquisición y el aprovisionamiento de naves construidas en los astilleros vizcaínos, la evidencia sugiere que fue el propio Obispo quien, en última instancia, asumió la carga financiera y dirigió la expedición. Posteriormente el mando de la flota estuvo a cargo de Francisco de la Ribera, tras desistir su hermano.
En 1551 es enviado por Carlos I al concilio de Trento, donde conoce a los jesuitas y lee los Ejercicios espirituales de Ignacio de Loyola, lo que cambia completamente su vida. En efecto, en Trento conoce al padre Diego Laínez (jesuita) y a Francisco de Borja. Laynez comentó a Ignacio de Loyola en 1552, en Trento, sobre Gutierre de Vargas: «... que no se falte con el placentino, porque es español y paisano, y casi hombre de guerra, tal que por fuerza de armas nos haría responder, si a buenas no quisiéramos». Inicia desde entonces una vida moralmente irreprochable.
Enfermó de gota y murió el 27 de abril de 1559, siendo su cuerpo trasladado a Madrid y enterrado en la capilla de Santa María y San Juan de Letrán, que fundara su padre y terminó él mismo en 1535. Desde entonces llamada capilla del Obispo de Plasencia, o simplemente capilla del Obispo. En su fachada figura el nombre de Capilla de Nuestra Señora y San Juan de Letrán. En su testamento, el obispo aparece como Gutierre Carvajal y Vargas.
El letrero principal del cenotafio de alabastro del obispo dice así: «Aquí yace la buena memoria del ilustrísimo y reverendísimo señor Gutierre de Vargas Carvajal, obispo que fue de Plasencia, hijo segundo de los señores, el licenciado Francisco de Vargas, del consejo de los Reyes Católicos y reina Juana, y de Inés de Carvajal, sus padres, reedificó y dotó esta capilla a honra y gloria de Dios, con su capellán mayor y doce capellanes, pasó de esta vida a la eterna el año de 1556» (sic).
El virrey Antonio de Mendoza y Pacheco era cuñado de Vargas.

## Impulsor de la construcción de iglesias

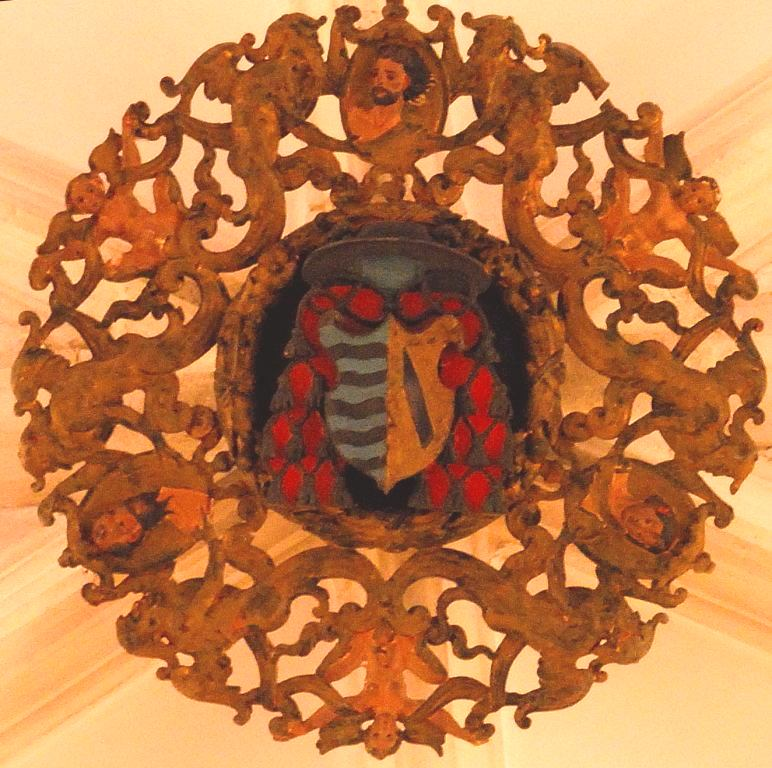
Escudo del obispo Gutierre de Vargas Carvajal en la Capilla del Obispo (Madrid)

Gutierre «fue muy inteligente en el arte de la arquitectura a que los grandes señores comúnmente son aficionados». Fomentó la edificación o renovación de numerosas iglesias rurales de su diócesis de Plasencia. La lista es larga: iglesias de San Juan Bautista de Malpartida de Plasencia, San Blas de Oliva de Plasencia, Villar de Plasencia, San Salvador de Majadas, Serrejón, Saucedilla, Almaraz, Navalmoral de la Mata, San Miguel de Tejeda, Villanueva, Robledillo y Losar de la Vera, Nuestra Señora de la Asunción de Jaraicejo, Santiago Apóstol de Garciaz, Ibahernando, Berzocana, San Martín y Santa María de Trujillo, Zorita, Escurial, Madrigalejo, Guareña, Santa Cecilia de Medellín y Santiago de Don Benito.
En 1555, funda el Colegio de la Compañía de Jesús de Plasencia, llamado colegio de Santa Ana, que consta de colegio e iglesia.
En 1556 funda también en Plasencia el convento de las Capuchinas, el hospital de la Cruz o San Roque y el santuario del Cristo de las Batallas.

## Organizador de la administración eclesial
En 1534, convoca en Jaraicejo (Cáceres), un sínodo diocesano; en él se anticipa a las reformas que plantearía en el Concilio de Trento en cuanto a la ordenación y administración de las diócesis. Entre los 107 artículos de las constituciones sinodales, se ordenan temas como institución de libros de bautizados en todas las parroquias, visitas periódicas del prelado a los pueblos, la vida de los clérigos o el diezmo.

## Mecenas
El obispo Vargas financió, entre 1539 y 1541, una expedición naval de tres naves llamada Armada del Obispo de Plasencia, que quedó al mando de fray Francisco de la Ribera, nuevo adelantado de Nueva León, que zarpó de Sevilla en agosto de 1539 con el propósito de atravesar el estrecho de Magallanes, colonizar y evangelizar la Patagonia, y llegar a las costas de Perú. Solo una nave lo consiguió, la capitaneada por  su pariente Alonso de Camargo, que avistó el archipiélago de Chiloé y logró llegar a Arequipa (Perú).